# Contea di Jiangyong
La contea di Jiangyong (江永县S, Jiāngyǒng XiànP) è una contea della Cina, situata nella provincia di Hunan e amministrata dalla prefettura di Yongzhou.
Nü shu è una scrittura locale compresa solo dalle donne della contea di Jiangyong.